# Тяжелухино
Тяжелухино — деревня Пуреховского сельсовета Чкаловского района Нижегородской области.

## Название
Происхождение название доподлинно неизвестно. Как вариант происхождения — от тяжелой жизни в данной деревне с момента её появления либо от того что при обработке земли приходилось прилагать более чем обычно усилий..
Присутствует на карте Менде 1861 года.

## География
Деревня находится в 1560 метрах от трассы Нижний Новгород — Иваново, левый поворот после деревни Новая, по направлению движения в сторону Иваново. Южнее протекает речка Коп(б)ылка (приток реки Юг).
На 2015 год состоит из 25 домов в разном состоянии. Главная и единственная улица протянулась строго с востока на запад и делит деревню на 2 неравные части — южную и северную. В южной части 2 дома, в северной 23. Нумерация домов с востока на запад.
Речка Коп(б)ылка, протекающая южнее деревни, заросла в результате заселения бобрами, которые строят плотины. Уровень грунтовых вод за последние 15-20 лет поднялся, тем самым заболачивая южную часть деревни, где находятся огороды жителей.

## Население
| 2002 | 2010 |
| ---- | ---- |
| 17   | ↘5   |

## Известные жители
- Родились:
  - Ершов Николай Федорович 1.05.1926 – 18.12.2013 Доктор технических наук, профессор, заслуженный деятель науки Российской Федерации Окончил кораблестроительный факультет Горьковского института инженеров водного транспорта (1949 г.), аспирантуру в Одесском институте инженеров морского флота (ОИИМФ) (1953 г.). В 1953 – 1955 годах работал в ОИИМФ: ассистент, старший преподаватель, декан кораблестроительного факультета. В 1955 – 1961 годах – доцент Горьковского инженерно-строительного института им. В.П. Чкалова. С 1961 года работал на кафедре теоретической механики Горьковского политехнического института им. А.А. Жданова: заведующий кафедрой (1961-1996), профессор. Доктор технических наук (1962). Профессор (1965). Академик Российской академии транспорта. Автор более 180 научных и учебно-методических работ, в том числе пяти монографий. Область научных интересов – численные исследования ударных судовых конструкций с жидкостью, предельное состояние судовых конструкций. Заслуженный деятель науки Российской Федерации (21.10.1996). Почётный работник Высшего профессионального образования России.